# Tito Dídio Segundo
Tito Dídio Segundo (em latim: Titus Didius Secundus) foi um senador romano nomeado cônsul sufecto para o nundínio de maio a agosto de 102 com Lúcio Publílio Celso.